# Lutold (Saint-Gall)
Pour les articles homonymes, voir Lutold.
Lutold fut anti-abbé du monastère de Saint-Gall  de 1077 à environ 1083. Sa vie après Saint-Gall n'est pas connue. Il est absent de la liste des anciens abbés du monastère. 

## Actes
Au cours de la querelle de l'investiture opposant Henri IV à Rodolphe de Souabe, ce dernier a nommé Luthold en tant qu'anti-abbé en 1077. Les moines de l'abbaye de Saint-Gall ne l'ont pas accepté étant donné leurs affinités avec Henri IV. En signe de protestation, ils brisèrent sa crosse. En septembre 1077 l'influence de Henri IV était si grande qu'il replaça Ulrich de Eppenstein comme abbé. Lutold s'enfuit au monsatère de Reichenau. Les tentatives de replacer Lutold à la tête de l'abbaye se sont avérées sans succès. 